# Нетримання сечі
Нетримання сечі у жінок, інконтиненція — це стан, при якому відбувається ненавмисне (мимовільне) виділення сечі. Це поширена проблема, яка може мати великий вплив на якість життя. Нетримання сечі є поширеним явищем у літніх жінок і вважається важливою проблемою в лікувальних методах геріатричної медицини.[джерело?]

## Види
Існує декілька видів нетримання сечі, пов'язаних з причиною чи певною характеристикою патології, а саме:
- Ургентне нетримання сечі (неутримання) — витік сечі, що виникає відразу після різкого позову до сечовипускання;
- Стресове нетримання сечі — в основному є наслідком неповного закриття сфінктера сечівника через проблеми в самому сфінктері або недостатню силу м’язів тазового дна, які його підтримують. Цей тип нетримання виникає, коли сеча витікає під час дій, які підвищують внутрішньочеревний тиск, таких як кашель, чхання або натискання[2];
- Змішане нетримання сечі;
- Постійне нетримання сечі;
- Енурез;
- Нічний енурез;
- Інші типи (наприклад, при статевому акті).

## Симптоми
До симптомів можна віднести:
- Раптове і непередбачуване виділення сечі. Навіть при незначних фізичних навантаженнях або без видимої причини.Нетримання сечі

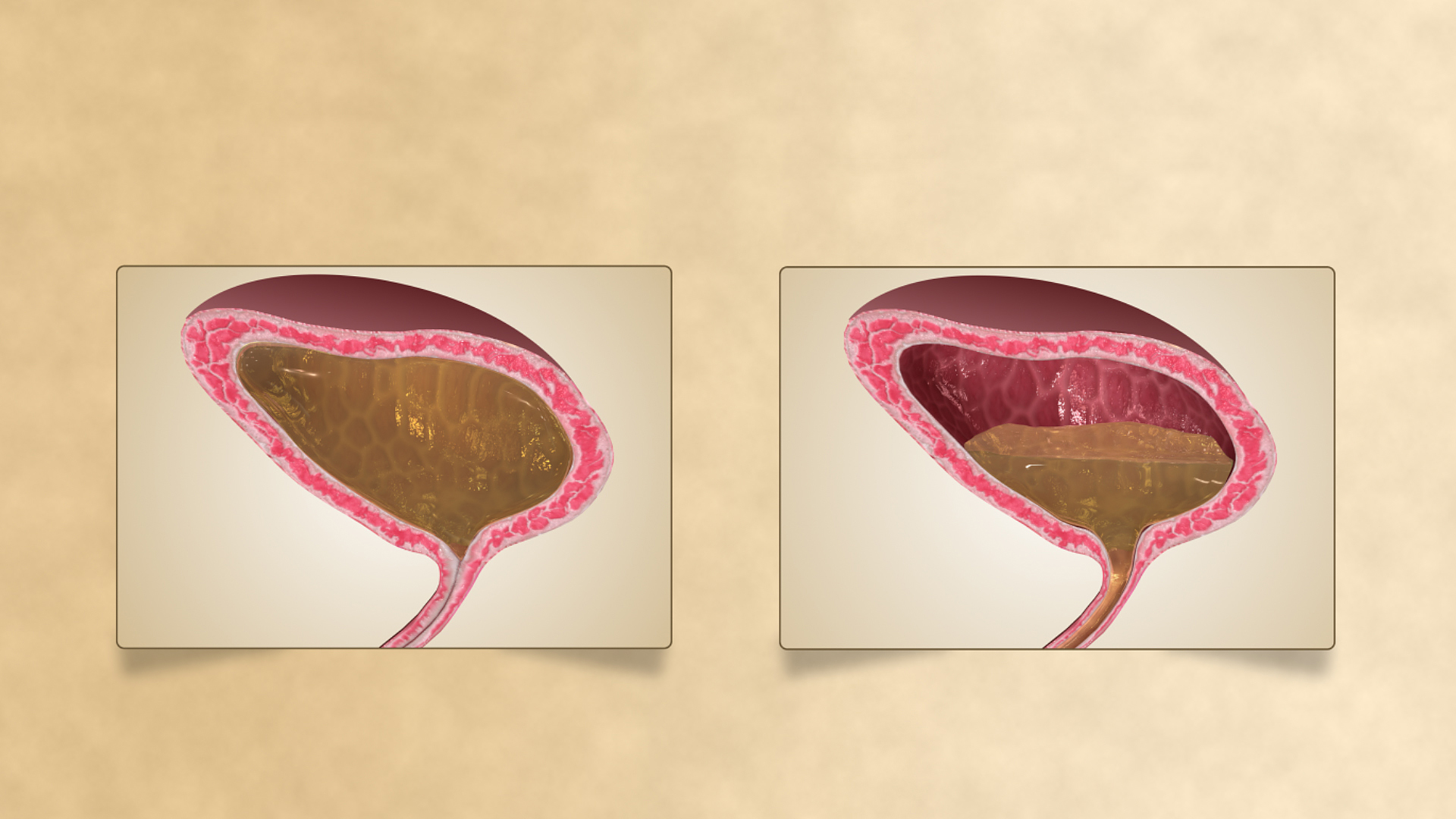
Нетримання сечі

- Часте сечовипускання. Позиви до сечовипускання можуть виникати дуже часто, включаючи нічний час (ніктурія).
- Неможливість утримати сечу. Відчуття терміновості і неможливість стримати сечовипускання до моменту потрапляння в туалет (неутримання).

## Змішанана форма нетримання сечі
Змішана форма нетримання сечі — це мимовільна втрата сечі, яка супроводжується сильним потягом до сечовиділення, викликані сильною фізичною напругою, руховою активністю, чханням чи кашлем. Термін також охопює стан виділення сечі, яке реєструється при уродинамічному обстеженні при підвищенні абдомінального тиску і мимовільних скоченнях детрузора.

## Причини
Стресове нетримання зазвичай є наслідком ослаблення або пошкодження м’язів, що перешкоджають сечовипусканню, наприклад м’язів тазового дна та сфінктера уретри.
Імпульсне нетримання зазвичай є результатом надмірної активності м’язів детрузора, які контролюють сечовий міхур.
Нетримання через переповнення часто спричинене обструкцією або закупоркою сечового міхура, що заважає йому повністю спорожнитися.
Повне нетримання сечі може бути викликано проблемою сечового міхура від народження, травмою хребта або невеликим отвором, схожим на тунель, який може утворитися між сечовим міхуром і прилеглою областю (нориця).

## Фактори ризику
Деякі фактори можуть збільшити ймовірність нетримання сечі, зокрема:
- Вагітність і вагінальні пологи;
- Ожиріння;
- Сімейна історія нетримання сечі (генетичний фактор);
- Збільшення віку (хоча нетримання сечі не є неминучою частиною старіння).

## Діагностика
Для діагностики нетримання сечі лікар проводить кілька обстежень:[джерело?]
1.Анамнез і фізичний огляд. Лікар з’ясовує історію захворювання, симптоми і проводить фізичний огляд, включаючи огляд органів малого тазу.
2.Клінічний аналіз сечі. Загальний аналіз сечі може допомогти виявити інфекції, наявність крові або інших аномалій.

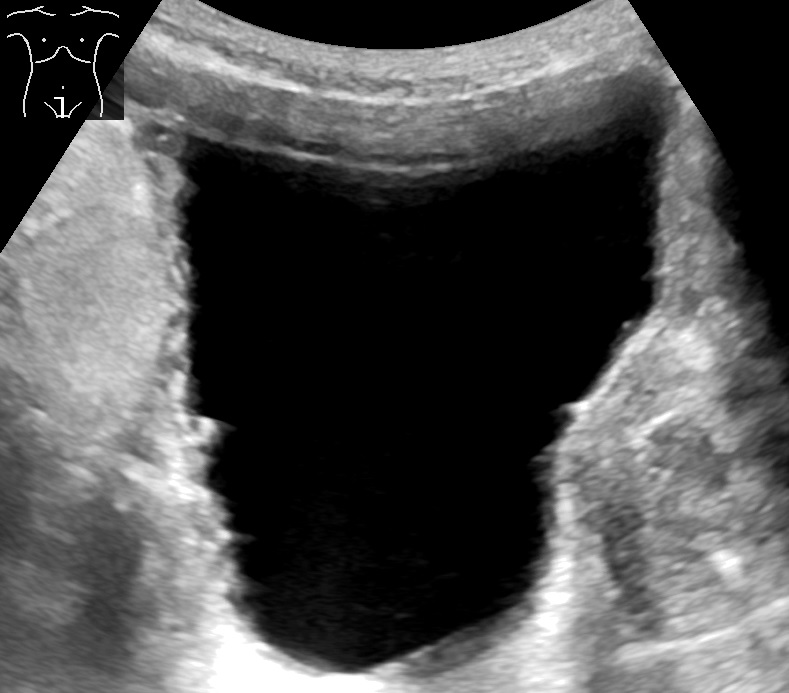
Діагностика нетримання сечі УЗД

3.Уродинамічні дослідження. Включають різні тести для оцінки функції сечового міхура і уретри. Це може включати вимірювання тиску в сечовому міхурі під час його наповнення і спорожнення.
4.Ультразвукове дослідження (УЗД). Допомагає оцінити стан сечового міхура і інших органів малого таза.
5Цистоскопія. Дозволяє оглянути внутрішню поверхню сечового міхура і уретри за допомогою спеціального інструменту — цистоскопа.

## Лікування
Лікування нетримання сечі залежить від його типу, причини і тяжкості симптомів. Основні методи лікування включають:
1.Зміни способу життя
- Контроль за вагою.[7] Зниження ваги може зменшити тиск на сечовий міхур і м’язи тазового дна.

- Збільшення кількості клітковими у раціоні харчування;
- Необхідно перестати палити, щоб зменшити кашель і подразнення сечового міхура;
- Рекомендовано уникати вживання алкоголю та напоїв з кофеїном, таких як кава, чай, какао, які можуть стимулювати сечовий міхур;
- Рекомендовано уникати їжі та напоїв, які можуть подразнювати сечовий міхур. Це гостра їжа, газовані напої, а також цитрусові та соки.
- При діабеті рекомендовано тримати рівень цукру в крові під належним контролем.[2]

2.Медикаментозне лікування[джерело?]
- Антихолінергічні засоби. Використовуються для зниження гіперактивності сечового міхура.
- Міорелаксанти. Допомагають зняти спазми м’язів сечового міхура.
- Гормональні препарати. Для жінок у період менопаузи можуть бути призначені естрогени для поліпшення стану слизової оболонки уретри і сечового міхура.

3.Фізіотерапія. Використання спеціальних пристроїв для зміцнення м’язів тазового дна, таких як біофідбек або електростимуляція.
4.Хірургічне лікування[джерело?]
- Слингові операції. Створення додаткової підтримки для уретри шляхом установки спеціальної стрічки (слінгу).
- Операції з реконструкції тазового дна. Виконуються для корекції анатомічних порушень, що викликають нетримання сечі.
- Ін’єкції об’ємних агентів. Введення спеціальних речовин в тканини навколо уретри для покращення її функції.

5.Урологічні пристрої[джерело?]
- Використання спеціальних пристроїв, таких як катетери або пессарії, для контролю сечовипускання.

## Нетримання сечі у період менопаузи
Вважається, що 1/3 жінок у віці 55-60 років відзначають симптоми урогенітальної атрофії. Після наступу менопаузи відбуваються атрофічні зміни у сечовому каналі і периуретральних тканинах. З'явившись, урогенітальні розлади присутні до кінця життя.

## Дивитись також
- Тенезми
- Полакіурія